# 克拉斯諾亞爾卡河 (霍爾姆斯克區)
克拉斯诺亚尔卡河（俄语：Река Красноярка）或登富津川（日语：／）是萨哈林州霍尔姆斯克区的河流，长42公里，流域面积200平方公里，注入鞑靼海峡。

## 引用
1. ↑  宇田川洋.  (PDF) (学位论文). 東京大学.   [2023-12-24]. （原始内容存档 (PDF)于2023-12-24） （日语）.
2. ↑  М·Г·瓦西科夫斯基. . 列宁格勒: 气象出版社. 1973 （俄语）.
3. ↑  . 国家水登记处.   [2023-12-24]. （原始内容存档于2023-12-24） （俄语）.